# Norra Vitalinstärnen
Norra Vitalinstärnen är en sjö i Laxå kommun i Västergötland och ingår i Motala ströms huvudavrinningsområde. Norra Vitalinstärnen ligger i Tivedens nationalpark (västra) Natura 2000-område. Sjöns area är 0,003 kvadratkilometer och den befinner sig 170 meter över havet.